# فرنسيسكو إيبانيز
فرنسيسكو إيبانيز (بالفرنسية: Francisco Ibáñez Irribarria)‏ هو ملحن فرنسي، ولد في 1951 في أويون في إسبانيا.

## روابط خارجية
- فرنسيسكو إيبانيز على موقع IMDb (الإنجليزية)
- فرنسيسكو إيبانيز على موقع ديسكوغز (الإنجليزية)